# Chaptuzat
Chaptuzat är en kommun i departementet Puy-de-Dôme i regionen Auvergne-Rhône-Alpes i centrala Frankrike. Kommunen ligger i kantonen Aigueperse som tillhör arrondissementet Riom. År 2022 hade Chaptuzat 492 invånare.

## Befolkningsutveckling
Antalet invånare i kommunen Chaptuzat
| Referens: INSEE |